# زمین‌لرزه ۱۹۳۰ چین
زمین‌لرزه چین  در تاریخ ۱۴ مه ۱۹۳۰ میلادی، برابر با ‎۲۴ اردیبهشت ۱۳۰۹، ساعت ۱۹:۴۸:۲۲ به زمان یوتی‌سی در چین رخ داد. بزرگی آن ۶ در مقیاس ریشتر اعلام شده‌است. زمین‌لرزه به وقت محلی در روز پنج‌شنبه، ساعت ۳ روی داده و منطقه زمانی آن یوتی‌سی +۸ بوده‌است .
سازمان زمین‌شناسی آمریکا نیز جای این زمین‌لرزه را در مختصات ۲۶°۴۸′شمالی ۱۰۳°۰۰′شرقی / ۲۶٫۸°شمالی ۱۰۳°شرقی و بزرگی آنرا برابر با ۶ در مقیاس ریشتر اعلام کرده‌است. 
شمار کشتگان زلزله حدود ۴۲ نفر بوده‌است.